# 밀양 표충사 석등
밀양 표충사 석등(密陽 表忠寺 石燈)은 대한민국 경상남도 밀양시 단장면, 표충사 경내에 삼층석탑과 함께 서 있는 석등이다. 
1972년 2월 12일 경상남도의 유형문화재 제14호 표충사 석등으로 지정되었다가, 2018년 12월 20일 현재의 명칭으로 변경되었다.

## 개요
표충사 경내에 삼층석탑(보물 제467호)과 함께 서 있는 석등으로, 원래부터 이곳에 있었던 것은 아닌 듯하다.
길쭉한 기둥 위에 받침돌, 불을 밝혀두는 화사석(火舍石), 지붕돌을 차례대로 올린 일반적인 형태로, 각 부재가 8각을 이루고 있다. 윗받침돌은 연꽃을 새겨 장식하였고, 화사석은 4면에 창을 두었다. 지붕돌은 모서리 부분의 파손이 심하며 꼭대기에는 간략한 구조의 머리장식을 올리고 있다.
전체적으로 통일신라 석등의 양식을 보이고 있으나, 조각수법과 규모로 볼 때 시대가 조금 뒤떨어진 통일신라시대 후기의 것으로 추정된다.

## 같이 보기
- 밀양 표충사 삼층석탑 - 보물 제467호

## 참고 자료
- 밀양 표충사 석등 - 국가유산청 국가유산포털